# Ganda

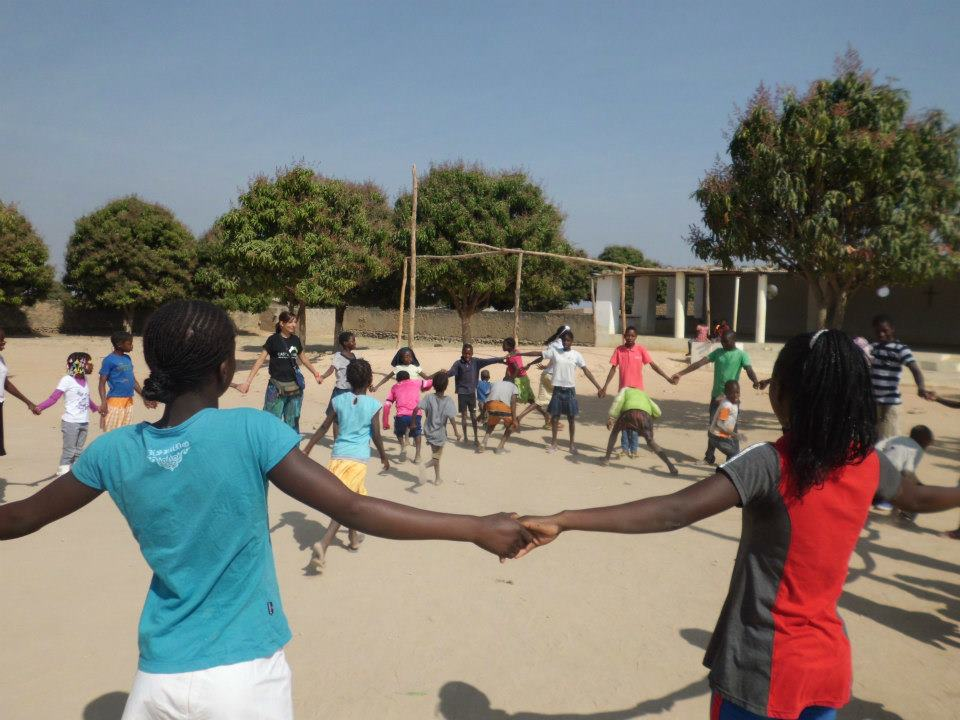
Actividades con niños del proyecto GASTagus en Ganda, Angola.

 Ganda  es una ciudad y también un municipio de la provincia de Benguela, en Angola.

## Geografía
El término tiene una extensión superficial de  de 4.817 km² y una población de 207.625 habitantes.
Limita al norte con los municipios de Bocoyo y de Balombo; al este con los Tchinjenje, Ukuma y Longonjo; al sur con los Caconda y  Caluquembe; y al oeste con el de Cubal.

## Historia
En la época colonial, y hasta 1975, se denominaba Mariano Machado.